# Olccsang
Az olccsang (얼짱, eoljjang, ulzzang vagy uljjang) egy koreai szleng kifejezés, mely a „remek arc” jelentéssel bíró olgul ccsang (얼굴 짱, eolgul jjang) kifejezésből ered. A kifejezést olyan internetes mémekre kezdték el használni, akik kifejezetten „babaarcúak”, azaz hibátlan a bőrük, nagy a szemük és általában olyan a megjelenésük, mint egy tökéletes porcelánbabáé.

## Jellemzői
A megjelenést a japán animék szereplői ihlették. Olccsang férfi is lehet. Az olccsangok nem ritkán plasztikai műtéttel, sminktechnikákkal érik el a tökéletes babaarchatást, de vannak, akik képszerkesztő szoftvert használnak a fényképeik olccsanggá alakításához.
Az olccsang-külsőnek szigorú szabályai vannak: hatalmas szemek, finom vonalú orr, tejfehér, hibátlan bőr, rózsaszín ajkak, úgynevezett V alakú arc (keskenyedő állal). A lányok általában filigrán, apró termetűek és vékonyak, vagy a koreai nők által kívánatos, úgynevezett S vonallal rendelkeznek. A sminkhez elengedhetetlen a szemceruza vagy tus, a szem íriszét nagyobbnak láttató úgynevezett circle kontaktlencsék (amiket az Egyesült Államokban nem engedélyeztek, mert veszélyesnek minősítették az egészségre) és a rózsás ajakhatást elérő szájfény. A férfiak főképp a frizurájukkal, a metroszexuális hatást kialakító öltözékükkel és a szemek hangsúlyozásával érik el az olccsang-kinézetet.

## Hatása
Az eredetileg koreai internetes jelenség hamar népszerű lett más országokban is. A jelenség nem csak a kultúrára, de a vásárlóerőre is hatással van, az olccsangok selca (self-camera) fotótrendjének hatására új digitális kamerákat is fejlesztettek, de a trend a sminkdivatra is hatással van Koreában. Ugyanitt az egyetemek is rendeznek online olccsang-versenyeket, a legnagyobb internetes olccsang-fórumnak pedig 400 000 fős tagsága van.
Az olccsang-stílus kialakításához számos blog, YouTube-videó és weboldal áll rendelkezésre. A népszerűbb olccsangoknak ugyanúgy van rajongótáboruk, mint a színészeknek vagy énekeseknek, többüknek számos rajongói oldalt, fórumot is készítettek. Több internetes olccsang-hírességnek is sikerült színészi, énekesi vagy modellkarriert befutnia. A koreai Comedy TV csatorna Olccsang side (얼짱시대, Olccsang-generáció) címmel a tehetségkutató műsorokhoz hasonló tévéshowt is készít, melynek 2012-ben a hatodik évada futott.
Az olccsang-jelenség olyan méreteket öltött Koreában, hogy már társadalmi problémákat is felvet, mivel egyre több fiatal, illetve kiskamasz a külsőségeket tartja a legfontosabb értéknek, és rosszul érzik magukat, ha nem képesek a tökéletes külsőt elérni.

## Híresolccsangok

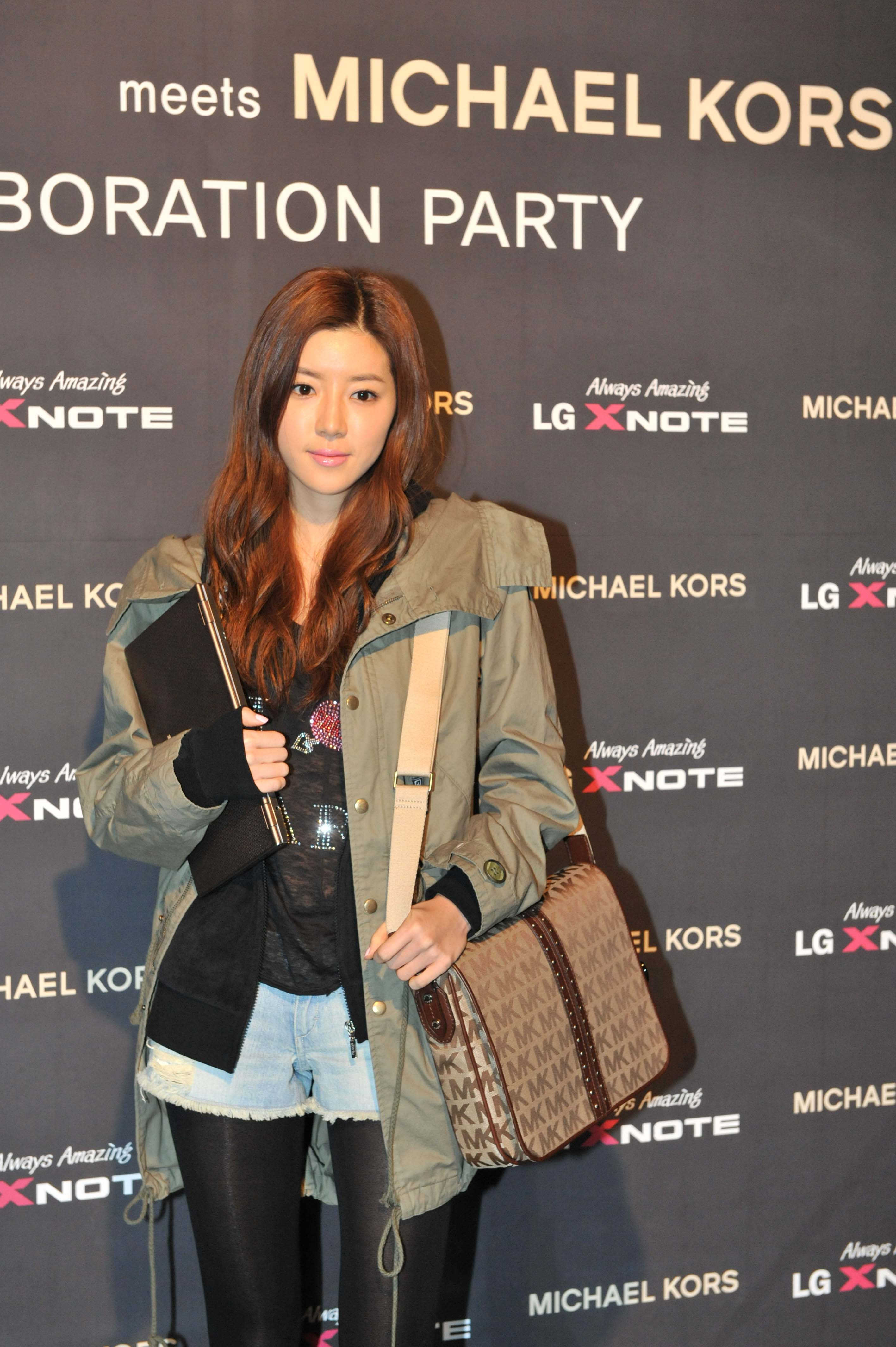
Pak Hanbjol színésznő
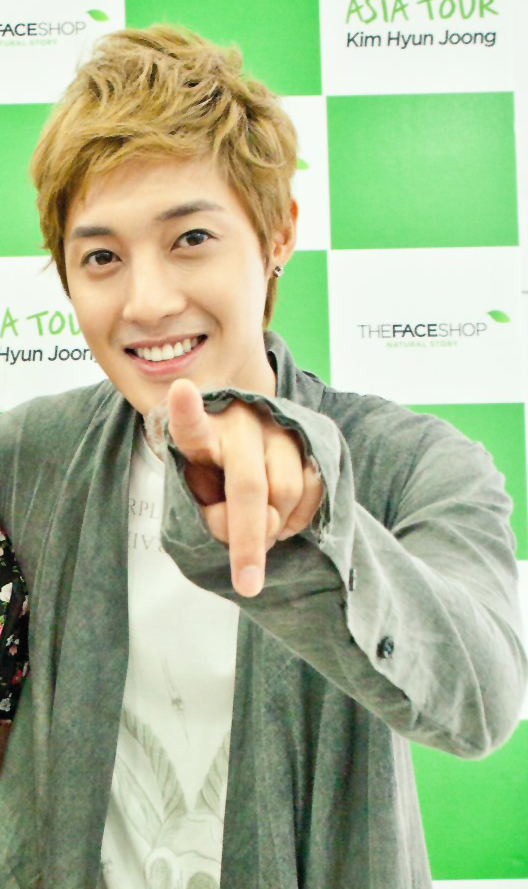
Kim Hjondzsung, az SS501 együttes tagja
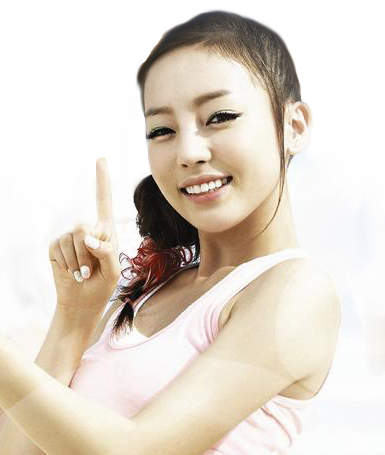
Ku Hara, a KARA együttes tagja
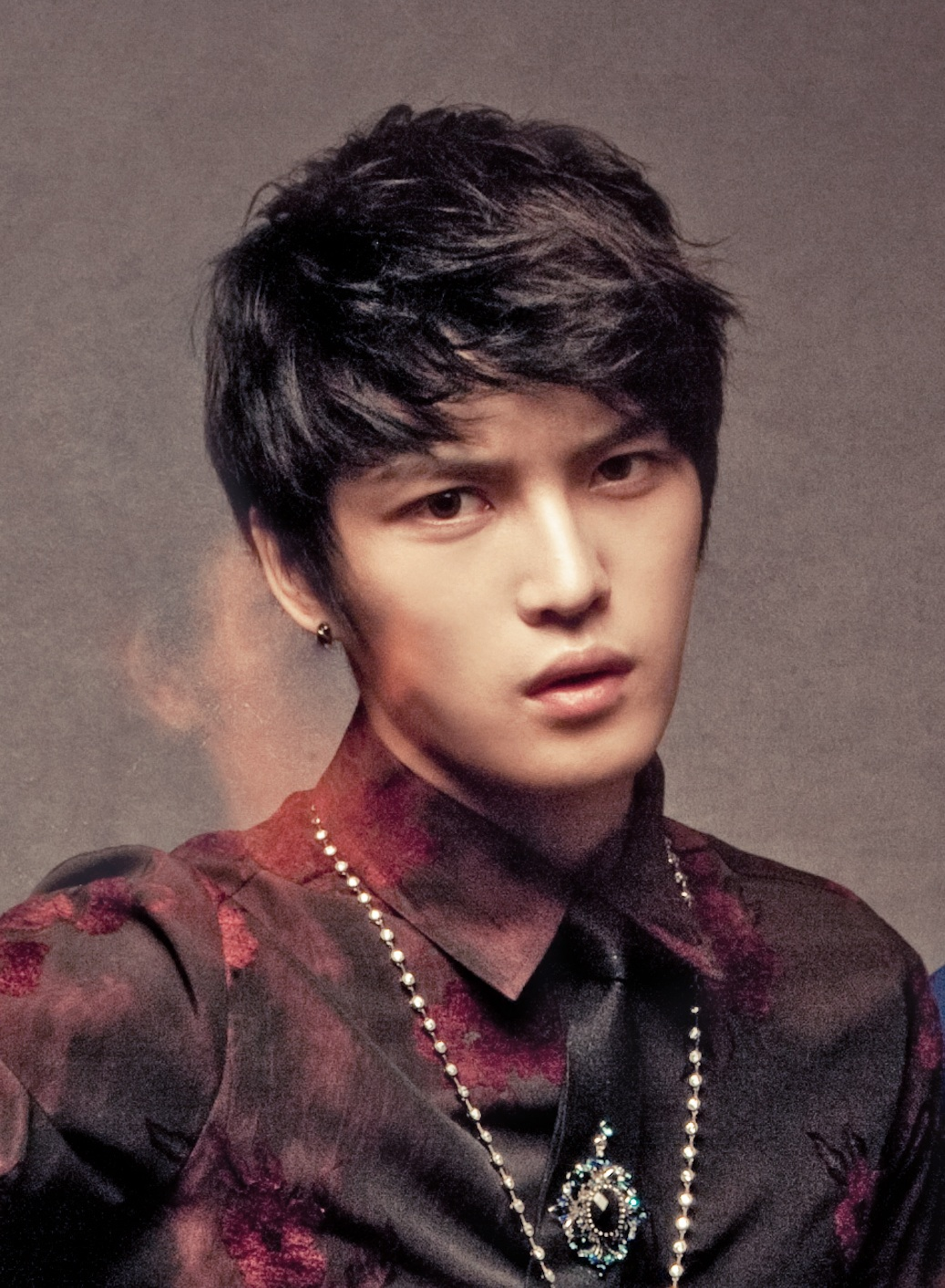
Kim Dzsedzsung, a JYJ együttes tagja
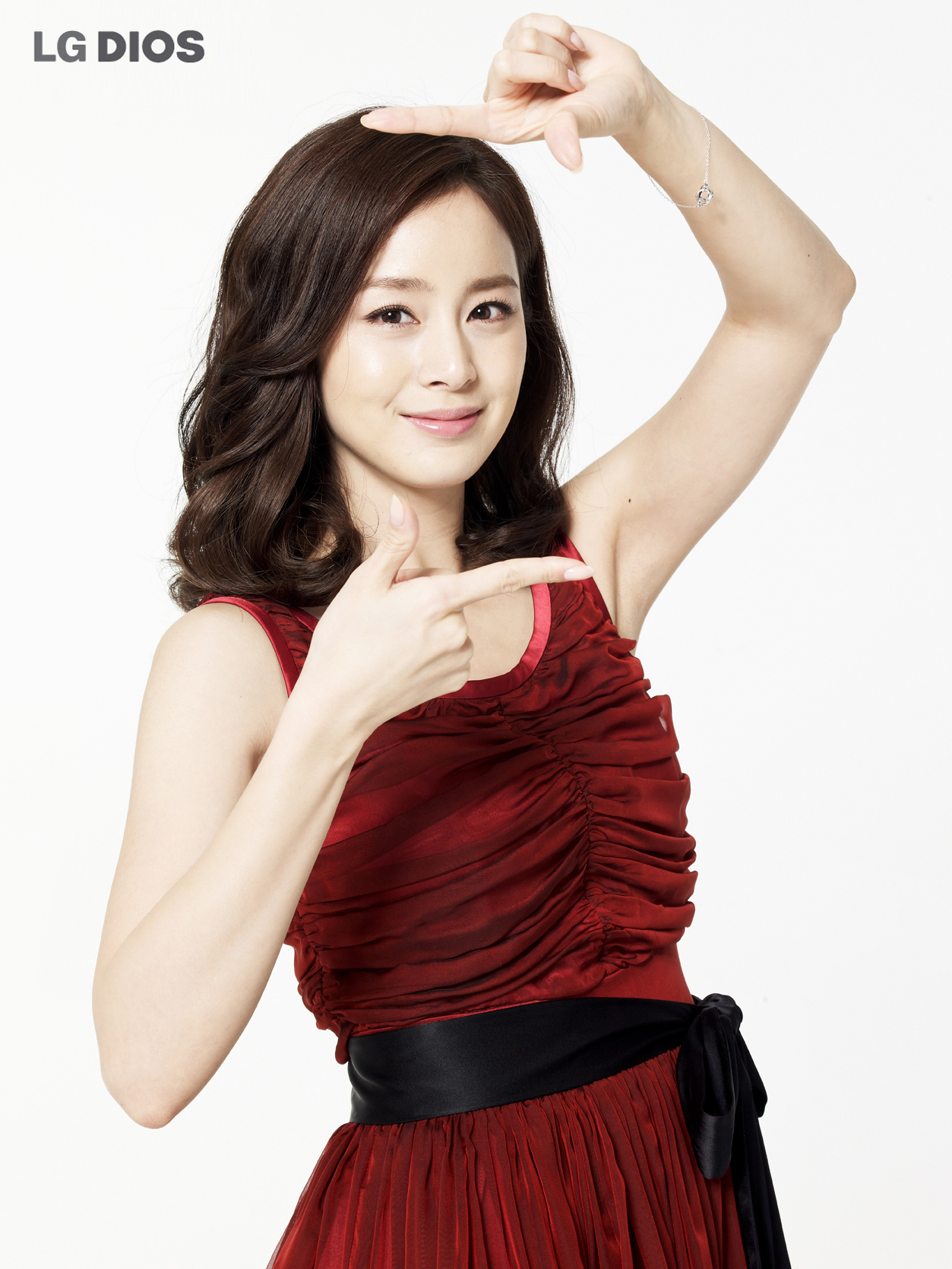
Kim Thehi színésznő